# Пантов, Дмитрий Анатольевич
Дмитрий Анатольевич Пантов (род. 12 сентября 1969 года) — мастер спорта Республики Казахстан международного класса (биатлон).

## Карьера
Участник трех Олимпиад.
В 1994 году в Лиллехаммере был 48-м в спринте и 51-м в индивидуальной гонке.
Через четыре года в Нагано был 54-м в спринте, 49-м в индимвидуальной гонке и
16-м в эстафете.
На Олимпиаде 2002 года в Солт-Лейк Сити был 79-м в спринте и 49-м в индивидуальной гонке.
Участник четырёх чемпионатов мира.
Лучший результат в спринте (27 место) показал на чемпионате мира 1995 года.
Лучший результат в индивидуальной гонке (24 место) показал на чемпионате мира 1997 года.
Лучший результат в гонке преследования (24 место) показал на чемпионате мира 1997 года.
В эстафете лучший результат казахстанской четвёрки (15 место) был достигнут на чемпионате мира 1995 года.
Участвовал в этапах Кубка мира. На пьедестал поднимался в Австрии — 3 место на этапе Кубка мира
в сезона 1994/95 года в спринте.
Трёхкратный чемпион и трёхкратный бронзовый призёр Азиатских игр.
Неоднократный победитель и призёр чемпионатов Казахстана.
С 2002 года — на тренерской работе. Старший тренер сборной Казахстана по биатлону.
Женат. Имеет двух детей — сын Антон и дочь Арина, занимающихся биатлоном.
Награждён Нагрудным знаком Министерства внутренних дел Республики Казахстан «Кайсар» II степени.